# غوان مخطط الذيل
غوان مخطط الذيل (الاسم العلمي: Penelope argyrotis) هو نوع من الطيور يتبع جنس الغوان بنيلوب من فصيلة القرازية.